# Бали (Кальвадос)
Бали́ (фр. Basly) — коммуна во Франции, находится в регионе Нижняя Нормандия. Департамент коммуны — Кальвадос. Входит в состав кантона Крёлли. Округ коммуны — Кан.
Код INSEE коммуны — 14044.

## Население
Население коммуны на 2010 год составляло 1093 человека.
| 1962 | 1968 | 1975 | 1982 | 1990 | 1999 | 2010 |
| ---- | ---- | ---- | ---- | ---- | ---- | ---- |
| 237  | 272  | 383  | 672  | 633  | 657  | 1093 |

## Экономика
В 2010 году среди 715 человек трудоспособного возраста (15—64 лет) 548 были экономически активными, 167 — неактивными (показатель активности — 76,6 %, в 1999 году было 74,7 %). Из 548 активных жителей работали 521 человек (263 мужчины и 258 женщин), безработных было 27 (17 мужчин и 10 женщин). Среди 167 неактивных 59 человек были учениками или студентами, 85 — пенсионерами, 23 были неактивными по другим причинам.